# Los de Arriba
Los de Arriba (spanisch für Die von Oben), auch bekannt als Los Lokos de Arriba (Die Verrückten von Oben) sowie unter ihrem Kürzel LDA, ist die bedeutendste Barra des mexikanischen Fußballvereins Club León aus der Stadt León im mexikanischen Bundesstaat Guanajuato. 

## Geschichte
Die Barra entstand im April 2002 im Oberrang des Block 5 des Estadio Nou Camp von León, woher sich auch ihr Name „Die von Oben“ ableitet.
Die Organisation sieht sich nicht nur als ein Zusammenschluss von Gleichgesinnten zur Unterstützung ihrer Fußballmannschaft, sondern sie ist auch immer wieder politisch aktiv und zog bereits mehrfach den Ärger der Regierung auf sich. So zum Beispiel bei einer Protestaktion gegen die Massenentführung in Iguala 2014, bei der die Barra im Stadion Transparente mit der Zahl 43 (in Erinnerung an die 43 entführten Studenten) und der Aufschrift Mörderische Regierung zeigte. Wegen dieser Aktion wurde der Verein mit einer Geldstrafe belegt. Eine andere Protestaktion richtete sich gegen die von der Regierung unter Enrique Peña Nieto beschlossene Teilprivatisierung der PEMEX, als die Barra gegen den „Ausverkauf der Nation“ protestierte.

## Graffitis der LDA

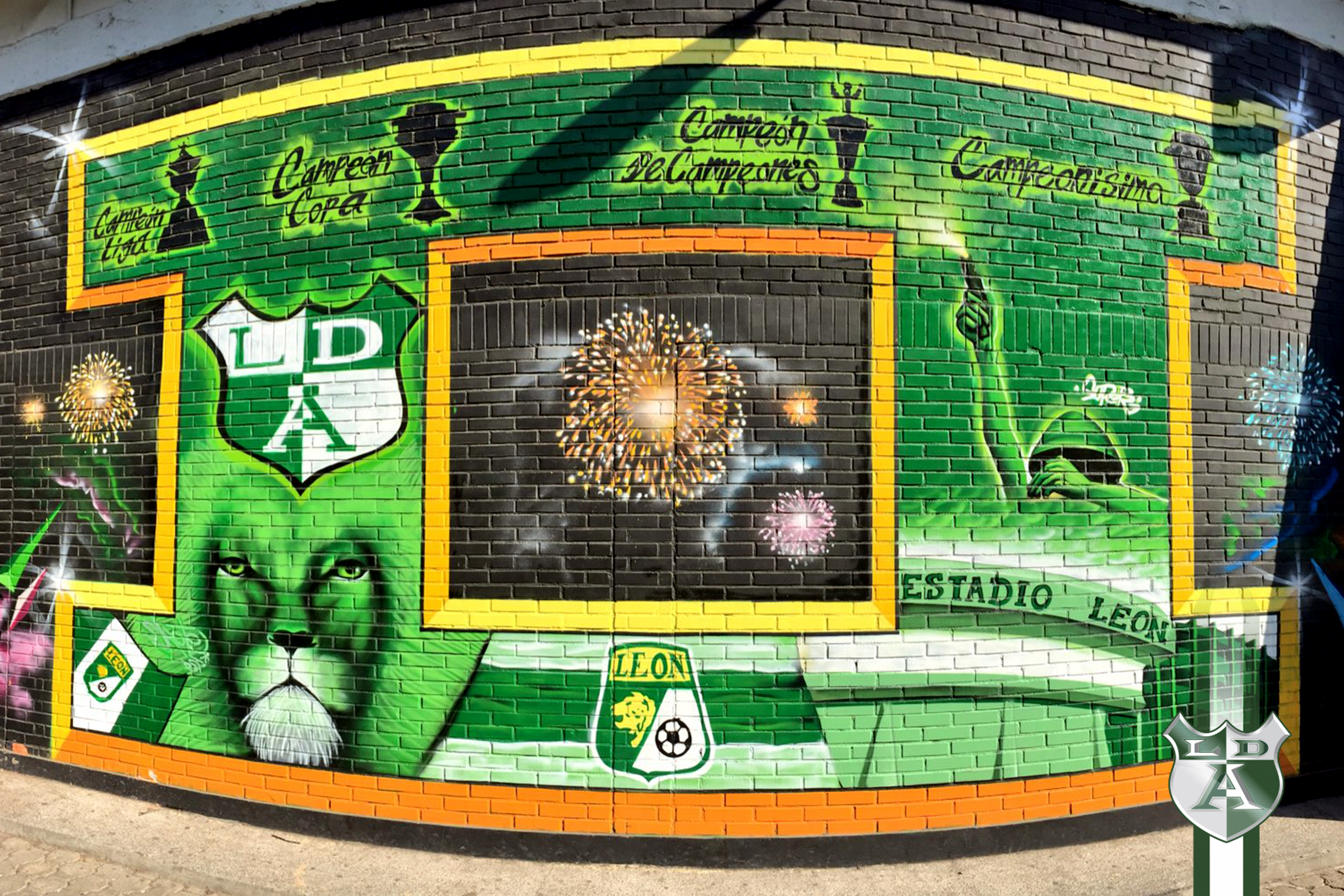
Huldigung des Vereins
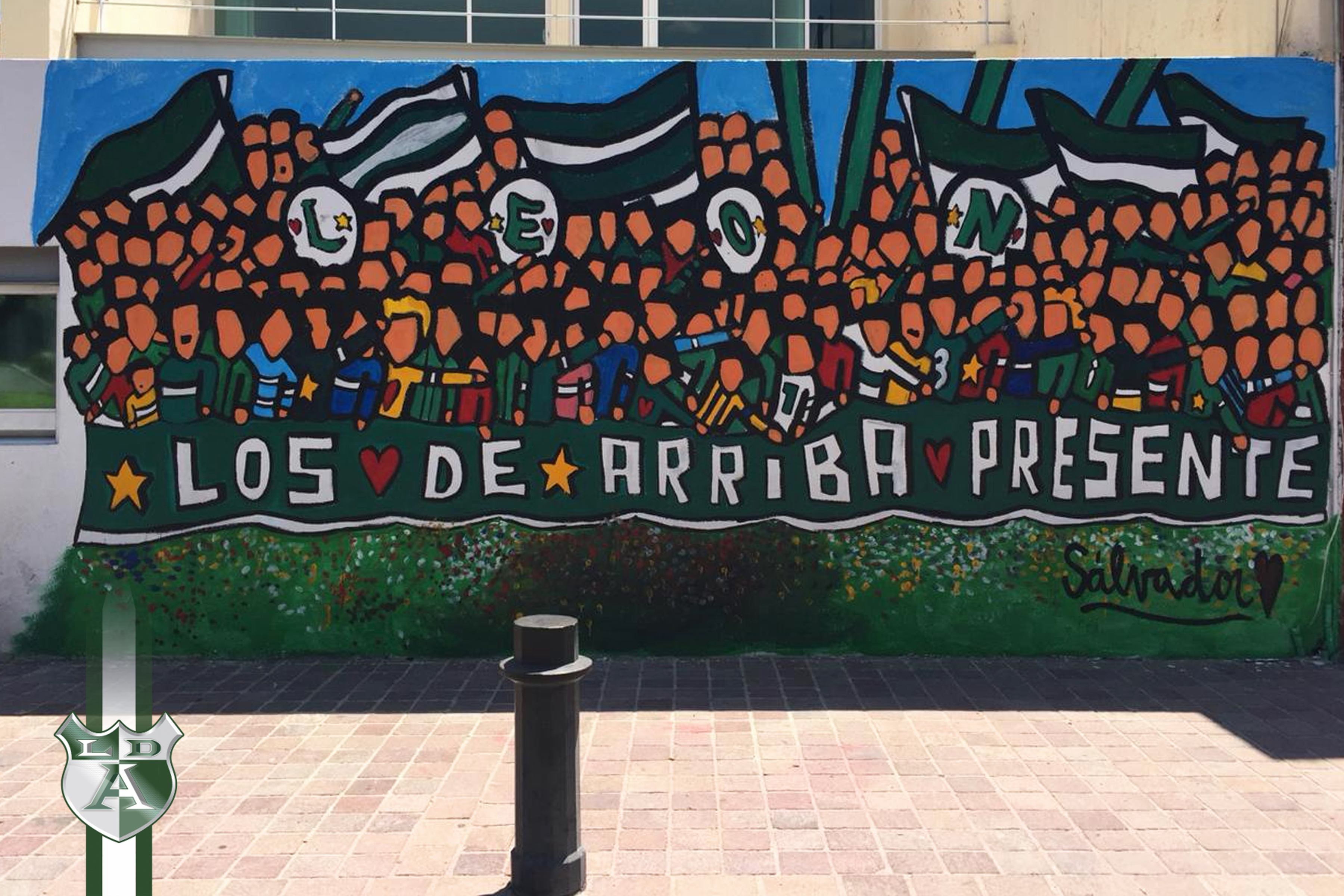
Selbstdarstellung der LDA
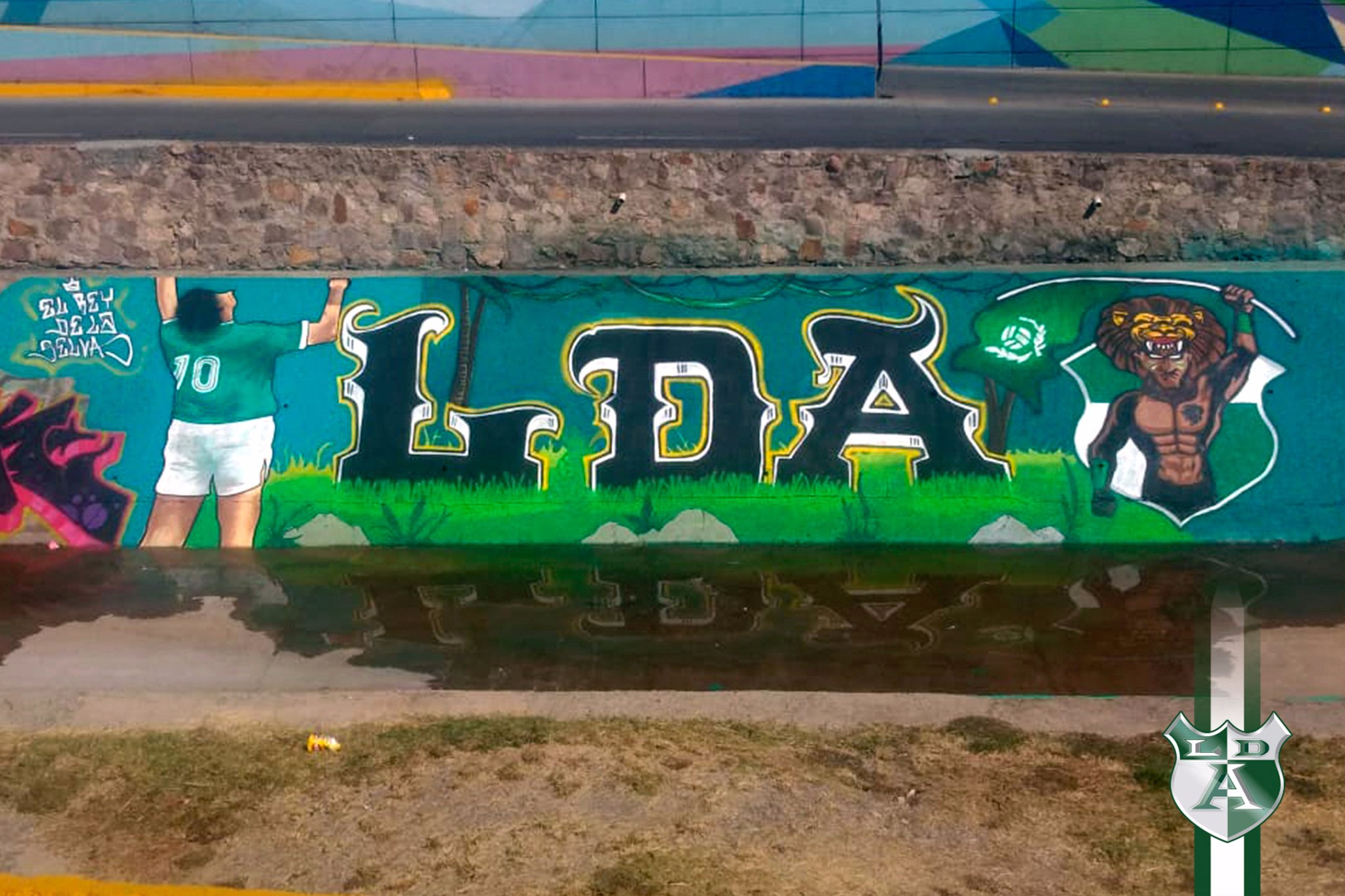
El rey de la selva (Der König des Schungels)
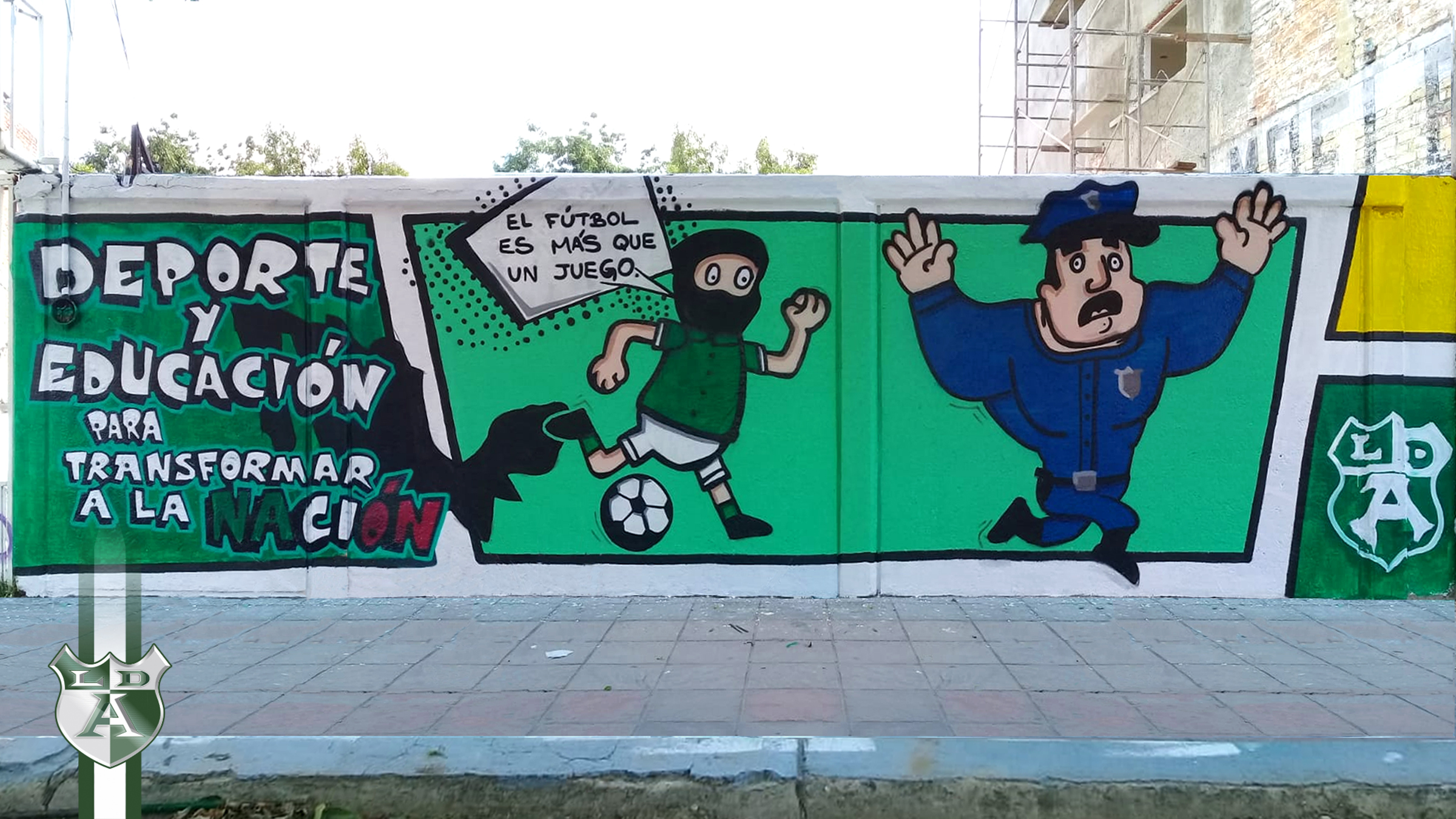
Protest gegen die Staatsgewalt